# Chahir Ben Zekri
Chahir Ben Zekri, né le 5 janvier 1982, est un basketteur tunisien.

## Carrière
- 2003-2010 : Club africain
- ? : Ezzahra Sports
- ? : Dalia sportive de Grombalia

## Palmarès
- Championnat de Tunisie masculin de basket-ball : 2004
- Coupe de Tunisie masculine de basket-ball : 2003
- Super Coupe de Tunisie de basket-ball : 2003, 2004